# Nouna
Nouna é uma cidade burquinense, capital da província de Kossi. Em 2012, sua população era estimada em 18 338 habitantes.